# Negotino
Negotino (makedonski: Неготино ) je grad od 13 284   stanovnika u središtu Republike Makedonije u Povardarju. 
Sjedište je istoimene Općine Negotino, koja ima 38 741 stanovnika (po popisu iz 2002.).

## Povijest
Negotino je slavenizirano ime antičkog grada Antigonia ili Antigonea, kojeg je osnovao u III. st. pr. Kr., makedonski vladar Antigon Gonat, i po kome se naselje kasnije zvalo Anti - gonea. Ovo naselje živjelo je do XI st. kad ga je zadesio katastrofalan potres, od tog doba naselje je raseljeno i napušteno.
Današnje Negotino osnovano je u kasnom srednjem vijeku za Otomanskog carstva kao begovski (vlastelinski posjed) čifluk.
Iz poznih otomanskih vremena je Saat kula (Саат кула) točnije iz 1821. godine, tada je izgrađene i džamija i bezistan (zatvorena tržnica s 15 dućana). Sve te gradnje inicirao je i platio bogati turski beg Hadži Tair. 
Negotino se prvi put spominje kao grad 1837. godine kad je izgrađena crkva i škola u gradu.
Dolazak željeznice u Vardarsku dolinu 1873. godine barona Hirscha, pruga Solun - Skopje, puno je značio za Negotino, ubrzao se razvoj mjesta. 
Dan grada je 8. studenog, toga dana oslobođeno je Negotino od Nijemaca 1944. godine.
Od druge polovice XX st. počinje ubrzani razvoj Negotina.

## Gospodarstvo
Zemljoradnja je glavna privredna djelatnost u Negotinskom kraju, u novija vremena osobito vinogradarstvo. Proizvede se oko 20-25 milijuna kila grožđa na godinu. U Negotinu djeluje druga po veličini vinarska kuća u Makedoniji - Povardarje. Uz nju u gradu rade i druge manje vinarije; Bovin, Fonko i Dudin.
Od ostalih poljoprivrednih kultura gaje se duhan i suncokret i žitarice.
Negotino ima i industriju, a najpoznatija je tvornica kabela osnovana 1968. godine. U neposrednoj blizini grada smještena je Termoelektrana Negotino.

## Stanovništvo
Po popisu stanovništa iz 2002. Negotino je imalo 13 284 stanovnika, sastav stanovništva bio je sljedeći:
- Makedonci 12 994 (97,82%)
- Srbi 117
- Romi 74
- Turci 46
- Vlasi 11
- Albanci 1
- ostali 40

## Vanjske poveznice
- Negotino na stranicama macedoniancities  Arhivirana inačica izvorne stranice od 11. veljače 2009. (Wayback Machine)